# Vindinge, Roskilde kommun
Vindinge är en ort på Själland i Danmark.   Den ligger i Roskilde kommun och Region Själland, i den östra delen av landet, 27 km väster om Köpenhamn. Vindinge ligger 54 meter över havet och antalet invånare är 2 450.  Närmaste större samhälle är Roskilde, 4 km nordväst om Vindinge. Trakten runt Vindinge består till största delen av jordbruksmark.